# Tierras Altas
Die Comarca Tierras Altas ist eine der zwölf Comarcas in der Provinz Soria der autonomen Gemeinschaft Kastilien und León.
Sie umfasst 14 Gemeinden auf einer Fläche von 695,88 km² mit dem Hauptort San Pedro Manrique.

## Gemeinden
| Gemeinde              | Einwohner (2024) | Fläche km² | Dichte Einw./km² | Cod INE | Postleitzahl |
| --------------------- | ---------------- | ---------- | ---------------- | ------- | ------------ |
| Las Aldehuelas        | 60               | 37,79      | 2                | 42014   | 42173        |
| Cerbón                | 30               | 18,02      | 2                | 42060   | 42181        |
| Cigudosa              | 15               | 21,03      | 1                | 42062   | 42113        |
| Fuentes de Magaña     | 51               | 11,22      | 5                | 42092   | 42181        |
| Magaña                | 64               | 58,51      | 1                | 42107   | 42181        |
| Oncala                | 61               | 39,92      | 2                | 42135   | 42172        |
| San Pedro Manrique    | 619              | 176,20     | 4                | 42165   | 42174        |
| Santa Cruz de Yanguas | 56               | 33,52      | 2                | 42166   | 42176        |
| Suellacabras          | 33               | 39,19      | 1                | 42175   | 42189        |
| Valdeprado            | 8                | 31,92      | 0                | 42196   | 42175, 42181 |
| Valtajeros            | 19               | 22,93      | 1                | 42198   | 42181        |
| Villar del Río        | 156              | 127,03     | 1                | 42209   | 42173, 42174 |
| Vizmanos              | 30               | 24,31      | 1                | 42216   | 42173        |
| Yanguas               | 106              | 54,29      | 2                | 42218   | 42172        |
| Comarca Tierras Altas | 1.308            | 695,88     | 2                | –       | –            |